# Bay High School (Florida)
Die Bay High School ist eine öffentliche Schule in der Innenstadt von Panama City, Florida,  USA. Als eine der ältesten kontinuierlich akkreditierten öffentlichen weiterführenden Schulen in Florida, dient sie rund 1500 Schülern in den Klassen 9 bis 12 in den Bay District Schools.
Die Schule hat eine Lehrerschaft von 80 Personen. 55 % der Lehrkräfte haben einen höheren Abschluss und viele sind derzeit oder haben zuvor am Community College, College und / oder an der Universität unterrichtet. Die Mehrheit der Lehrkräfte sind Alumni der Schule. Die Absolventen der Bay High School haben sich in Wissenschaft, Medizin, Recht, Wirtschaft, Politik, Bildung, Religion, Leichtathletik und vielen anderen Bereichen ausgezeichnet.

## Geschichte
Die Bay High School wurde am 13. September 1926 als Bay County High School in Panama City, Florida gegründet. Das Gebäude enthielt ein Büro, zwölf Klassenzimmer und ein Auditorium. Ihr Jahrbuchthema war seit seiner Gründung der Pelikan.
1945 errichteten sie das Tommy Oliver Memorial Stadium zu Ehren des Namensvetters eines Footballspielers. Das Stadion wurde im März 2018 renoviert und die Schule errichtete das Joe und Jeanette Chapman Field, benannt nach dem Namensgeber der Philanthropen.
2016 ernannte die Washington Post die Bay High School zu einer der herausfordernden Highschools in den Vereinigten Staaten.

### Hurrikan Michael
Die Bay High School wurde am 10. Oktober 2018 durch den Hurrikans Michael, der in der Kategorie 5 eingestuft wurde, schwer beschädigt. Seitdem befinden sich mehr als 60 % der Schüler und Lehrkräfte in temporären modularen Klassenräumen. Die Schule wird 2019 renoviert. Zukünftig werden eine neue Bibliothek, eine moderne MINT-Einrichtung und ein neues Zentrum für bildende Künste entstehen.
Während sie vorübergehend in der benachbarten Jinks Middle School untergebracht war, deren Gebäude ebenfalls schwer beschädigt war, veranstalteten sie gemeinsam mit der Middle School ein Thanksgiving-Gemeinschaftsfest, das am 21. November 2018 im Fernsehprogramm ABC in der Sendung Good Morning America vorgestellt wurde.
Im April 2019 nehmen die Schüler der Schule an einer Kundgebung im Capitol des Staates Florida in Tallahassee teil, um den Gesetzgeber um eine Hilfsfinanzierung für die Schule und ihren Bezirk zu bitten.

## Schuluniformen
Die Schüler der Schule müssen Schuluniformen tragen. Sie müssen einfarbig rote, weiße oder schwarze Hemden oder ein von der Schule zugelassenes Spirit-T-Shirt sowie geschlossene Zehenschuhe und einen Gürtel tragen. Sie können Blue Jeans, Khakis und Röcke tragen. Ausnahmen werden an Spendentagen gemacht. Nach dem Hurrikan Michael wurde der Rest des Schuljahres 2018–2019 jedoch ohne Kleiderordnung fortgesetzt.

## Million Dollar Band
Die „Million Dollar Band“ der Bay High School besteht aus rund 50 Schülern. Der Ursprung des Million Dollar Band-Namens lag in den 1960er Jahren, als das Engagement der Band anstieg und die Produktionskosten der Band über eine Million Dollar betrugen.
Der aktuelle Banddirektor ist Nicholas Efstathiou.

## Persönlichkeiten
- Jay Trumbull – US-amerikanischer Politiker und Mitglied des Repräsentantenhauses von Florida (6. Bezirk)